# علوم أساسية
العلوم الأساسية (أو البحتة أو النظرية أو المجردة أو الصرفة) هي العلوم التي تصف الأشياء والقوى الأساسية وكذلك العلاقات بينها والقوانين التي تحكمها. وقد يُعتقد من حيث المبدأ أن ظواهر أخرى تُستمد من العمليات التي تتم دراستها في العلوم الأساسية، عقب منطق الاختزالية العلمية. وتُعتبر الأحياء والكيمياء والفيزياء علومًا أساسية؛ بينما لا تُعد الهندسة كذلك. وهناك فرق بين العلوم الأساسية والعلوم التطبيقية (أو العلوم العملية). والعلوم الأساسية، على عكس العلوم التطبيقية، قد لا تنطوي على أي استخدام عملي مباشر. ويستند التقدم في العلوم الأساسية إلى التجارب الخاضعة للتحكم والملاحظة الدقيقة على الرغم من أن هذه الأساليب لا تميز بين العلوم الأساسية والعلوم التطبيقية؛ والتقدم في العلوم التطبيقية يعتمد بصورة متساوية على التجارب الخاضعة للرقابة والملاحظة الدقيقة. وتتوقف العلوم الأساسية على الاستنتاجات من النتائج الراسخة والنظريات القيمة. وقد ارتبطت العلوم الأساسية على نحو تقليدي بالعلوم الفيزيائية والعلوم الطبيعية؛ ويمكن مع ذلك اعتبار بعض الأبحاث في العلوم الاجتماعية والعلوم السلوكية علومًا أساسية (على سبيل المثال، علم الأعصاب الإدراكي وعلوم الشخصية).

## كتابات أخرى
- Henry James Clarke, The fundamental science. 1885.